# Kill Devil Hills
Kill Devil Hills is een plaats (town) in de Amerikaanse staat North Carolina, en valt bestuurlijk gezien onder Dare County.

## Demografie
Bij de volkstelling in 2000 werd het aantal inwoners vastgesteld op 5897.
In 2006 is het aantal inwoners door het United States Census Bureau geschat op 6614, een stijging van 717 (12.2%).

## Geografie
Volgens het United States Census Bureau beslaat de plaats een oppervlakte van
14,4 km², waarvan 14,3 km² land en 0,1 km² water.

## Plaatsen in de nabije omgeving
De onderstaande figuur toont nabijgelegen plaatsen in een straal van 24 km rond Kill Devil Hills.